# Siphonophora hebetunguis
Siphonophora hebetunguis är en mångfotingart som först beskrevs av Carl Graf Attems 1951.  Siphonophora hebetunguis ingår i släktet Siphonophora och familjen Siphonophoridae. Inga underarter finns listade i Catalogue of Life.